# Agalinis nana
Agalinis nana là loài thực vật có hoa thuộc họ Cỏ chổi. Loài này được S.I.Elias & V.C.Souza mô tả khoa học đầu tiên năm 2001.